# Museum of London Archaeology
Le Museum of London Archaeology (en abrégé MOLA) est un organisme britannique offrant aide et conseils aux travaux archéologues se déroulant au Royaume-Uni. Il fait partie du Museum of London Group.

## Découvertes
Parmi les fouilles les plus importantes et les plus vastes, on peut citer l'amphithéâtre romain de Guildhall Yard, une parcelle romaine et médiévale complexe au n° 1 Poultry près de Bank Station, des fouilles dans la colonie saxonne moyenne de Covent Garden pendant l'agrandissement du Royal Opera House, des fouilles le long de la route de l'extension de la Jubilee Line à Southwark et Westminster, et la récupération de plus de 15 000 squelettes humains lors des fouilles du Prieuré et de l'hôpital de St Mary Spital à Spitalfields. Un autre travail notable a été un programme de publication financé par English Heritage. Des brochures générales de vulgarisation et des monographies universitaires sont publiées en interne et ont toujours suscité de bonnes critiques et plusieurs prix à destination de clients privés et de promoteurs. Parmi les projets majeurs hors de Londres, on peut citer la découverte d'une sépulture princière saxonne à Prittlewell à Southend-on-Sea.

### Londres romaine
Les fouilles menées par la DUA et la DGLA dans les années 1970 et 1980 ont révélé que l'histoire de la fondation et du développement romains de Londinium était beaucoup plus complexe qu'on ne le pensait auparavant. Londres a été fondée sur un emplacement militairement stratégique et économiquement important qui est aujourd'hui le site de la Cité de Londres et de North Southwark. La colonie a été formée peu après 43 après J.-C., probablement vers l'an 47, et un passage permanent de rivière a été établi très près de la position actuelle du London Bridge. Londinium a connu une croissance rapide dans les années 50, mais a été détruite lors de la révolte de Boudicca vers 60 après J.-C. La ville a été reconstruite peu de temps après et est devenue la capitale provinciale, bénéficiant d'investissements publics substantiels et d'une croissance économique spectaculaire jusqu'à son apogée au début du IIe siècle. Un incendie important, des changements économiques et une épidémie ont fait stagner la croissance au milieu du IIe siècle, bien que des murs défensifs aient été ajoutés vers 200 après J.-C. pendant ou après la dispute entre Clodius Albinus et Septime Sévère. La ville romaine de Londres a connu un renouveau urbain dans de nombreux domaines et est restée un centre important, bien qu'elle ne soit plus un grand port ou un centre commercial. La ville a subi un déclin final à la fin du IVe siècle et a été rapidement abandonnée, avec peu de preuves d'occupation peu après le retrait romain de Grande-Bretagne. Les travaux menés ces dernières années par le MOLA ont continué à apporter des informations importantes, avec des résultats de recherche récents, notamment une colonie romaine extra-muros à Westminster à St Martin-in-the-Fields et une enceinte fortifiée post-Boudicca à Plantation Place sur Cornhill.
Tout récemment, les vestiges d'une basilique directement connectée au forum romain ont été découverts par les équipes du MOLA.

### Lundenwic
Les fouilles menées dans la City de Londres dans les années 1970 et 1980 n'ont permis de trouver pratiquement aucune trace d'occupation entre le Ve et Xe siècles, malgré des preuves historiques apparemment sans ambiguïté de l'existence de Londres au moins à partir de 604 après J.-C. Cependant, le Département d'archéologie du Grand Londres (DGLA) a découvert des fermes dites saxonnes dans le secteur de Fleet Street, Covent Garden et Westminster. Au milieu des années 1980, Alan Vince et Martin Biddle ont indépendamment émis l'hypothèse selon laquelle Londres aurait été rétablie non pas dans la City, mais à quelques kilomètres à l'ouest, centrée sur la zone appelée Aldwych. Cette colonie saxonne de taille moyenne était connue sous le nom de Lundenwic. Lundenwic a été soumise à des attaques vikings croissantes au IXe siècle et la population a peut-être été forcée de se disperser. Vers l'an 886, Alfred le Grand a ramené les Londoniens dans la Cité de Londres et à l'abri des murs défensifs romains, qui étaient toujours debout. A la réoccupation du site de la ville romaine par les Saxons tardifs, elle était alors connue sous le nom de Lundenburgh.